# 奇蹟者
奇蹟者（きせきしゃ）とは正教会で聖人に付される称号。「奇跡者」とも。日本正教会による訳語。聖人を通して働いた神の恩寵による奇蹟が特に記憶される際、この称号で聖人が記憶される。
- ギリシア語: θαυματουργός
- ロシア語・ブルガリア語: чудотворец
- 英語: Wonderworker, or Miracle-worker

## よく知られる奇蹟者
- ミラ・リキヤの大主教奇蹟者ニコライ（ミラのニコラオス） - 最もよく知られる奇蹟者であり、正教会の全聖人の中でも大きな崇敬を集めている。一説にはサンタクロースの原型とも。
- グレゴリオス・タウマトゥルゴス（英語版）（カッパドキヤのケサリヤの奇蹟者聖グリゴリイ、カッパドキアのグレゴリオス）
- モスクワの府主教奇蹟者聖フィリップ - 雷帝に諫言し致命。
- ザドンスクの奇蹟者主教聖ティーホン
- エギナの府主教聖ネクタリオス